# Cymindis etrusca
Cymindis etrusca é uma espécie de insetos coleópteros pertencente à família Carabidae.
A autoridade científica da espécie é Bassi, tendo sido descrita no ano de 1834.
Trata-se de uma espécie presente no território português.